# HMS Erebus (1826)
A HMS Erebus a Brit Királyi Haditengerészet Hecla osztályú bomb ketch típusú hajója volt, amely több sarkvidéki expedícióban is részt vett.

## A Ross-expedíció

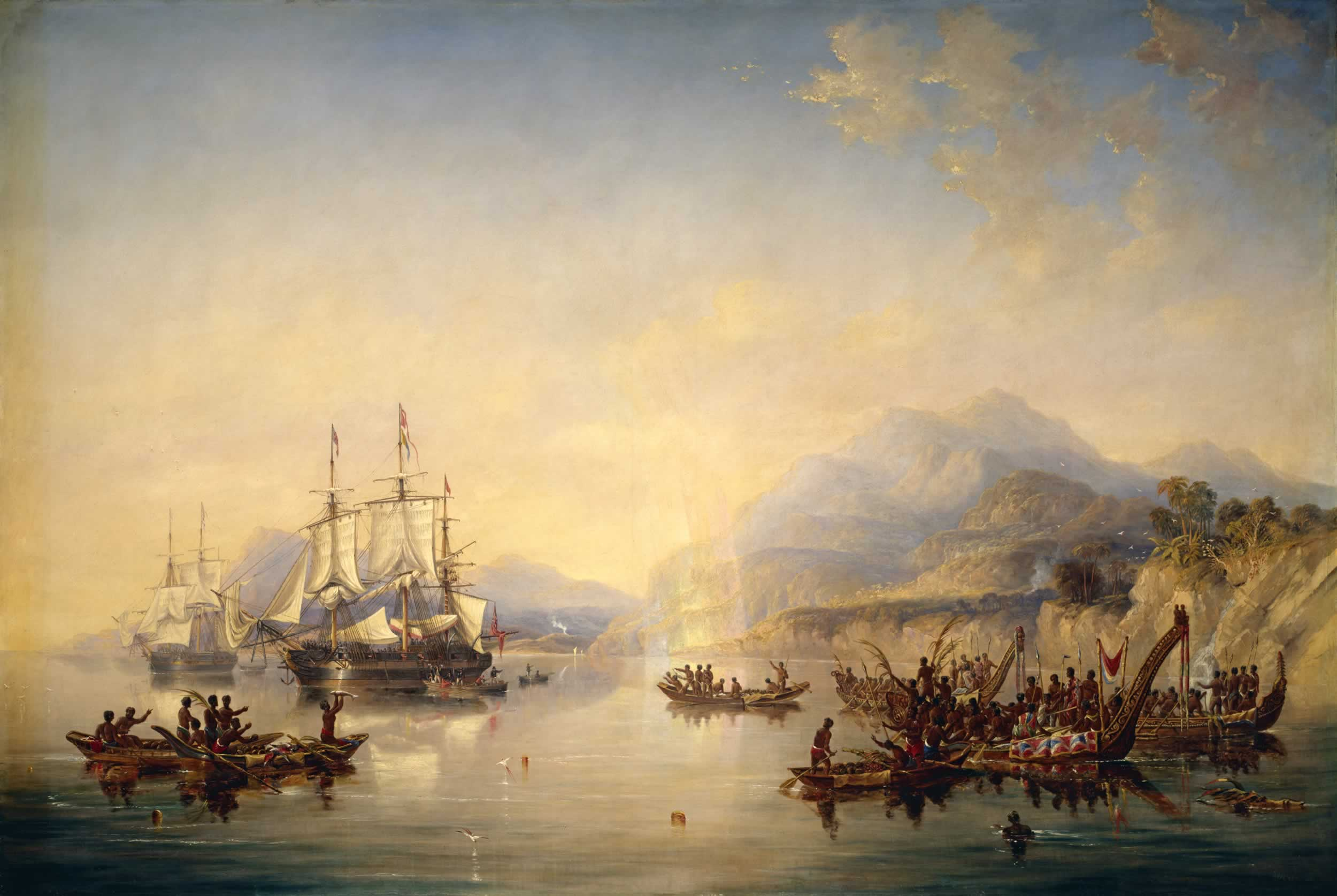
Az Erebus és a Terror Új-Zélandon (John Carmichael képe, 1847)

A hajó 1826-ban épült a walesi Pembroke Dock hajógyárában. Nevét Ereboszról kapta, aki az ősi sötétség istene a görög mitológiában. A 372 tonnás bomb ketch fegyverzete két mozsárból (egy 13 (330mm) és egy 10 (250 mm) hüvelykes) és 10 ágyúból állt.
Az Erebus két évig a Földközi-tengeren szolgált, majd 1840-ben sarkköri kutatóútra szerelték át. 1840. november 21-én a HMS Terror társaságában James Clark Ross kapitánysága alatt Tasmániából dél felé indult. 1841 januárjában mindkét hajó kikötött az antarktiszi Viktória-földön. James Ross az Erebus után nevezte el a Ross-sziget magasabbik, éppen kitörő vulkánját.
Ezután felfedezték a Ross-selfjeget amin képtelenek voltak áthatolni és annak peremét követték kelet felé, míg a romló időjárás miatt vissza nem tértek Tasmániába. A következő, 1842-es nyár alkalmával Ross folytatta a "Nagy Jéggát" felderítését keleti irányban. A következő telet a Falkland-szigeteken töltötték majd 1842-43 fordulóján újabb expedícióra indultak. Tanulmányozták a földmágnesességet és jelentős oceanográfiai, botanikai és ornitológiai adatokkal és gyűjteménnyel tértek vissza. Az Erebuson szolgált segédorvosi minősítésben a későbbi neves brit botanikus, Joseph Dalton Hooker. Az első expedíció alkalmával gyűjtött madarak leírását George Robert Gray és Richard Bowdler Sharpe 1875-ben A HMS Erebus és HMS Terror útjának zoológiája. Új-Zéland madarai c. műben adták közre.  

## A Franklin-expedíció
Bővebben: Franklin-expedíció
Az Erebust és a Terrort ezután Sir John Franklin északi-sarkvidéki expedíciójára készítették fel. A hajókat vasúti mozdonyokból átalakított gőzgépekkel szerelték fel és palánkjukat a jég ellen vaslemezekkel erősítették meg. John Franklin az expedíció parancsnoka és az Erebus kapitánya volt, míg a Terrornak ugyanúgy Francis Crozier volt a kapitánya, mint a korábbi antarktiszi utakon. Az expedíció fő célja az északnyugati átjáró felkutatása és földmágnesességi mérések elvégzése volt.
A hajók 1845. május 19-én indultak Angliából és ugyanezen év augusztusában látták őket utoljára a Baffin-öbölben. A későbbi években nagy erőfeszítéseket tettek a felkutatásukra; a sorsukról az első biztos híreket a Baffin-öböl Társaság orvosa, John Rae szolgáltatta, aki a helyi eszkimókat kérdezte ki. Az 1866-os kutatóexpedíció eredményei megerősítették az információit.
Az Erebus és a Terror belefagyott a jégbe, a 130 főből álló legénységük pedig elhagyta a hajókat és délnek indult, hogy elérjék a szárazföldet. Az úton valamennyien meghaltak fagyás, skorbut és éhezés következtében. A későbbi (1980-as évekbeli) exhumálások eredményei szerint az élelmiszertartalékukat jelentő konzervek rosszul voltak leforrasztva és a legénység ólommérgezést és bakteriális fertőzéseket (botulizmust) kapott. A helyi eszkimók elbeszélése szerint a matrózok kannibalizmusra is fanyalodtak, amit a megmaradt csontvázakon talált vágásnyomok is megerősítenek.

## Kutatás a hajók után
1851 áprilisában egy brit hajó, a Renovation két, jégmezőbe fagyott hajót észlelt Új-Fundland közelében, de kilétüket nem tudta megállapítani. Lehetséges, hogy az Erebus és a Terror volt az, de valószínűbb, hogy elhagyott bálnavadászhajók. A hajók maradványainak felfedezésére az utóbbi 160 évben több expedíció is indult, így 2008-ban Kanada indított egy 75 000 dolláros, jégtörő hajóval ellátott programot a roncsok megkeresésére. 2014 szeptemberében Kanada miniszterelnöke, Stephen Harper bejelentette, hogy egy robot tengeralattjáró segítségével megtalálták vagy az Erebus, vagy a Terror roncsait a Victoria-szorosban. A hajót igen jó állapotban találták meg, a fedélzetének egy része sértetlen, és a főárbóc is, amit a süllyedéskor a jég metszett el.

## Külső hivatkozások
- Erebus and Terror (angol nyelven)

## Fordítás
- Ez a szócikk részben vagy egészben  a   HMS Erebus (1826) című angol Wikipédia-szócikk ezen változatának fordításán alapul.  Az eredeti cikk szerkesztőit annak laptörténete sorolja fel. Ez a jelzés csupán a megfogalmazás eredetét és a szerzői jogokat jelzi, nem szolgál a cikkben szereplő információk forrásmegjelöléseként.